# Martha Mansfield
Pour les articles homonymes, voir Mansfield.
Martha Mansfield (14 juillet 1899 – 30 novembre 1923) était une actrice américaine du cinéma muet et de pièces de vaudeville. Elle meurt accidentellement lors du tournage d'un film en 1923.

## Biographie

### Débuts et carrière
Née Martha Ehrlich à Mansfield, Ohio en 1899, Mansfield grandit à New York. En 1912, elle resta seule avec sa mère lorsque le père abandonna la famille. À l'âge de 18 ans, elle fit preuve de son talent pour la comédie et entreprit une carrière sur scène, qui progressa rapidement. Elle fut un temps danseuse dans la troupe des Ziegfeld Follies.

### Mort
Le 30 novembre 1923, pendant le tournage du film The Warrens of Virginia, Martha Mansfield fut très gravement brûlée après qu'une allumette jetée par un fumeur de l'équipe eut mis le feu à son costume de l'époque de la guerre de Sécession. Elle mourut moins de vingt-quatre heures plus tard dans un hôpital de San Antonio.

## Filmographie

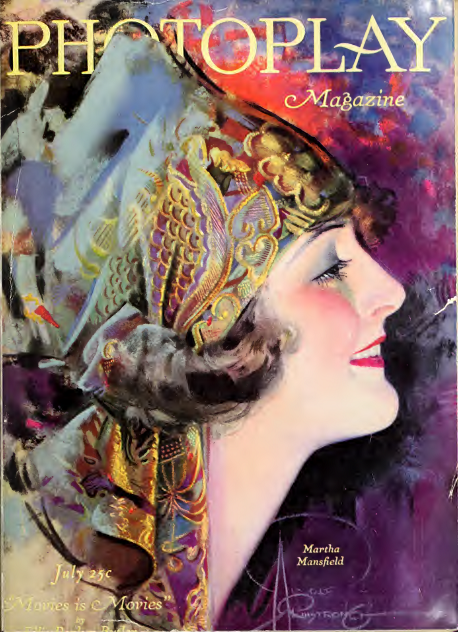
Martha Mansfield en couverture de Photoplay Magazine.

- 1917 : Max part en Amérique (Max Comes Across) de Max Linder
- 1917 : Max veut divorcer (Max Wants a Divorce) de Max Linder
- 1917 : Max et son taxi (Max in a Taxi) de Max Linder
- 1918 : Broadway Bill
- 1918 : The Spoiled Girl
- 1919 : The Hand Invisible
- 1919 : The Perfect Lover
- 1919 : Should a Husband Forgive?
- 1920 : Women Men Love
- 1920 : Mothers of Men
- 1920 : Dr. Jekyll and Mr. Hyde de John S. Robertson
- 1920 : Civilian Clothes
- 1920 : The Wonderful Chance de George Archainbaud
- 1921 : His Brother's Keeper
- 1921 : Gilded Lies
- 1921 : The Last Door
- 1921 : A Man of Stone
- 1922 : Queen of the Moulin Rouge
- 1922 : La Rencontre (Till We Meet Again) de Christy Cabanne
- 1923 : The Woman in Chains
- 1923 : Sa patrie (The Silent Command) de J. Gordon Edwards
- 1923 : Youthful Cheaters de Frank Tuttle
- 1923 : Little Red School House
- 1923 : Fog Bound
- 1923 : The Silent Command
- 1923 : Is Money Everything?
- 1923 : Potash et Perlmutter (Potash and Perlmutter) de Clarence G. Badger
- 1923 : The Leavenworth Case
- 1924 : The Warrens of Virginia d'Elmer Clifton